# S.M.A.R.T.
Para el sistema de ferrovías conocido como SMART véase: Transporte de Ferrovías de la Área Sonoma-Marín
La tecnología SMART (siglas de Self Monitoring Analysis and Reporting Technology), consiste en la capacidad de detección de fallos del disco duro. La detección con anticipación de los fallos en la superficie permite al usuario el poder realizar una copia de su contenido, o reemplazar el disco, antes de que se produzca una pérdida de datos irrecuperable. 
Este tipo de tecnología tiene que ser compatible con el BIOS del equipo, estar activada y además que el propio disco duro sea compatible.

## Implementación
La tecnología SMART monitoriza los diferentes parámetros del disco como pueden ser: la velocidad de los platos del disco, sectores defectuosos, errores de calibración, comprobación de redundancia cíclica (CRC), distancias medias entre el cabezal y el plato, temperatura del disco, etcétera.
Cuando se produce un error detectable por este tipo de tecnología la BIOS avisa mediante un mensaje que aparece en la pantalla indicando el tipo de error producido. Es en este momento cuando el usuario puede realizar la copia de seguridad del disco o su intento de reparación.
Los umbrales de funcionamiento óptimo y los parámetros del disco duro difieren entre los diferentes fabricantes de discos duros aunque el informe que se realiza a la computadora personal (PC) está estandarizado. Aunque esta tecnología no es capaz de detectar cualquier tipo de fallo sí que es capaz de detectar la mayoría de fallos correspondientes a algún tipo de degradación en el disco.

## Principales parámetros a controlar
Los parámetros más característicos a controlar son los siguientes:
- Temperatura del disco: el aumento de la temperatura a menudo es señal de problemas de motor del disco.
- Velocidad de lectura de datos: reducción en la tasa de transferencia de la unidad puede ser señal diversos problemas internos.
- Tiempo de partida (spin-up): cambios en el tiempo de partida pueden reflejar problemas con el motor del disco.
- Contador de sectores reasignados: la unidad reasigna muchos sectores internos debido a los errores detectados, esto puede significar que la unidad va a fallar definitivamente.
- Velocidad de búsqueda (seek time).
- Altura de vuelo del cabezal: la tendencia a la baja en altura de vuelo a menudo presagian un accidente del cabezal.
- Uso de código de corrección de errores (ECC) y conteo de errores: el número de errores detectados por la unidad, aunque se corrijan internamente, a menudo señala problemas con el desarrollo de la unidad. La tendencia es, en algunos casos, más importante que el conteo real.

Los valores de los atributos SMART van del número 1 al 253, siendo 1 el peor valor. Los valores normales son entre 100 y 200. Estos valores son guardados en un espacio reservado del disco duro.
Si el BIOS detecta una anomalía en el funcionamiento, avisará al usuario cuando se inicie el proceso de arranque de la computadora con el disco duro estropeado o con grandes posibilidades de que ocurra algún fallo importante.
La compañía Compaq fue la primera en implementar esta tecnología en sus equipos.[cita requerida] Actualmente, la mayoría de los fabricantes de discos duros, SSD y de placas base incorporan esta característica en sus productos.